# Langhammarsviken
Langhammarsviken är en sjö i Gotlands kommun på Gotland. Den ingår i Gothemån-Snoderåns kustområde. Sjön har en area på 0,113 kvadratkilometer och ligger i nivå med havsytan.

## Delavrinningsområde
Langhammarsviken ingår i det delavrinningsområde (643022-169745) som SMHI kallar för Rinner till Fårö n kustvatten. Medelhöjden på delavrinningsområdet är 9 meter över havet och ytan är 41,82 kvadratkilometer. Det finns inga delavrinningsområden uppströms utan avrinningsområdet är högsta punkten. Delavrinningsområdets utflöde mynnar i havet, utan att ha någon enskild mynningsplats.